# Nguyễn Phúc Gia Trang
Nguyễn Phúc Gia Trang (chữ Hán: 阮福嘉莊; 3 tháng 4 năm 1831 – 19 tháng 11 năm 1847), là một công chúa con vua Minh Mạng nhà Nguyễn trong lịch sử Việt Nam.

## Tiểu sử
Hoàng nữ Gia Trang sinh ngày 21 tháng 2 (âm lịch) năm Tân Mão (1831), là con gái thứ 37 của vua Minh Mạng, mẹ là Cửu giai Tài nhân Trần Thị Tiền. Bà Tiền sinh được 3 người con, là công chúa Gia Trang và 2 hoàng tử Miên Tuyên và Miên Trụ, nhưng tất cả các người con của bà đều mất sớm.
Bản thân cuốn sách Nguyễn Phúc tộc thế phả có nhiều chỗ chép về hoàng nữ Gia Trang còn mâu thuẫn với nhau. Ở trang 329, thế phả chép rằng, Gia Trang là con của bà Tài nhân Trần Thị Tiền, trong khi ở trang 248 lại ghi là con của bà Tài nhân Đinh Thị Nghĩa. Căn cứ theo Đại Nam liệt truyện, hoàng nữ Gia Trang được ghi là em cùng mẹ với hoàng tử Miên Tuyên, nên bà Tiền mới là mẹ ruột của công chúa.
Công chúa Gia Trang mất ngày 12 tháng 10 (âm lịch) năm Đinh Mùi (1847), hưởng dương 17 tuổi, không được ban tên thụy hay được truy tặng phong hiệu. Mộ của công chúa được táng tại Bình An (Hương Thủy, Thừa Thiên - Huế).